# Rok Masle
Rok Masle, slovenski smučarski skakalec, * 20. april 2004.
Masle je član kluba SSK Costella Ilirija. Leta 2021 je v Lahtiju osvojil srebrno medaljo na ekipni tekmi svetovnega mladinskega prvenstva, leta 2023 v Whistlerju zlato medaljo na tekmi mešanih ekip in bronasto na ekipni tekmi, leta 2024 v Planici pa srebrno medaljo na tekmi mešanih ekip. V kontinentalnem pokalu je prvič nastopil 27. decembra 2020 na tekmi v Engelbergu in zasedel deseto mesto. Prvič se je uvrstil na stopničke 7. januarja 2023 s tretjim mestom na tekmi na Bloudkovi velikanki v Planici. 15. januarja istega leta je debitiral v svetovnem pokalu na tekmi v Zakopanih z 31. mestom. Prvič se je uvrstil med dobitnike točk 18. februarja s 25. mestom na tekmi v Rašnovu.